# Acton (Vermont)
Acton war eine Gemeinde im Windham County des Bundesstaates Vermont, die am 23. Februar 1782 mit 5.045 acres, etwa einem Viertel der üblichen Größe, ausgerufen und besiedelt wurde. Sie entstand aus einer Fläche, die durch eine Fehlvermessung entstanden war, genannt Johnson's Gore. Die Erstbesiedlung hatte bereits ab 1781 begonnen; die Volkszählung von 1790 weist eine Einwohnerschaft von 49 Personen aus, die von 1800 von 131 Personen. Eine erste konstituierende Gemeindeversammlung fand am 3. März 1801 statt. Acton sandte nie einen eigenen Repräsentanten in den Senat von Vermont, sondern ließ sich von der benachbarten Gemeinde Townshend vertreten. Im Oktober 1840 ging es in der Gemeinde Townshend auf und bildet seither den nördlichen Teil dieser Town.

## Einwohnerentwicklung
Alle Angaben entsprechend den Volkszählungsergebnissen der angegebenen Jahre:
- 1790: 49 Personen
- 1800: 131 Personen
- 1810: 245 Personen
- 1820: 204 Personen
- 1830: 176 Personen